# Руда з Вайомінгу
Руда з Вайомінгу (англ. The Redhead from Wyoming) — американський вестерн режисера Лі Шолема 1953 року.

## Сюжет
У Вайомінгу йде пасовищна війна між великими скотарями і поселенцями. У містечку Світвотер Асоціація скотарів на чолі з «королем» Рісом Дунканом протистоїть місцевим поселенцям, що збирають на пасовищах худобу. На стороні поселенців виступає амбітний гравець Джим Аверелл, який переслідує особисті інтереси і бажає бути обраним в губернатори. Він запрошує в Світуотер свою колишню коханку, королеву салунів Кейт Максвелл, і вони разом скуповують худобу у поселенців.

## У ролях
- Морін О'Гара — Кейт Максвелл
- Алекс Ніколь — шериф Стен Блейн
- Вільям Бішоп — Джим Аверелл
- Роберт Штраусс — містер Хоган
- Александр Скурбі — Ріс Дункан
- Грегг Палмер — Гел Джессап
- Джек Келлі — Сенді
- Джинн Купер — Міра
- Денніс Вівер — Метт Джессап
- Стейсі Гарріс — Чет Джонс